# Cheduba
Cheduba, auch Manaung Island genannt, ist eine Insel von Myanmar (Birma) im Golf von Bengalen. Sie ist vulkanischen Ursprungs und liegt ca. 15 Kilometer südwestlich der Insel Ramree, nahe der Südwestküste von Myanmar. Sie gehört zum Rakhaing-Staat.

## Geschichte
Im April 1762 ereignete sich ein schweres Erdbeben im Golf von Bengalen, dem ein Tsunami unmittelbar folgte und die Küstenregion Burmas heimsuchte. Überlieferte Angaben zum Grad der Zerstörung und Opferzahlen liegen nicht vor. Im Jahr 1841 ankerte die britische Schaluppe HMS Childers vor der Insel, mit dem Auftrag, die topographischen Verhältnisse zu erkunden, um den geplanten Aufbau eines Flottenstützpunktes oder eines Handelshafens vorzubereiten.
Zu diesem Zeitpunkt lebten auf der Hauptinsel Cheduba und der südlich vorgelagerten Ye Island 8534 Bewohner in 28 Dörfern, die sieben Großgemeinden (Circles) bildeten. Oberhaupt der Inselbevölkerung war ein als Mug von Chedooba bezeichneter Adeliger sowie mehrere als religiöse Anführer verehrte buddhistische Priester.
Neben Fischfang wurde der Anbau von Baumwolle und Reis betrieben. Mehrere Schlammvulkane konnten auf beiden Inseln festgestellt werden, deren Umgebung gemieden wurde und von Ödland und Mangroven gesäumt waren.
2024 überrannte die Arakan Army (kurz AA) große Teile des Rakhaing-Staates. Anfang 2015 kontrollierte die AA 14 von 17 Townships im Rakhaing-Staat Staat. Nur Sittwe, Kyaukphyu und die Insel befanden sich noch unter der Kontrolle der Zentralregierung.